# Orchestra Sinfonica KBS
L'Orchestra Sinfonica KBS (KBS 교향악단) è una delle più celebri orchestre sinfoniche della Corea del Sud. È stata fondata nel 1956 come l'orchestra della radio dello Korean Broadcasting System (KBS).

## Storia
Tra il 1969 e il 1981 è diventata una organizzazione statale, cambiando il suo nome in Orchestra Sinfonica Nazionale della Corea. In questo periodo si esibirono soprattutto nel Teatro Nazionale di Corea. Nel 1979, fecero il loro primo tour oltreoceano, negli Stati Uniti..
From 1981, the orchestra's designation was restored to its former name, and new positions, such as general manager, principal guest conductor and full-time conductor, were established in the organization. Their subsequent overseas tours were in Southeast Asia (1984) and Japan (1985 and 1991). In October 1995, they performed in the UN General Assembly in New York City.
Nel 2000 e nel 2002 si esibirono con l'Orchestra sinfonica di stato della Repubblica Popolare Democratica di Corea a Seul e Pyongyang. Hanno anche tenuto concerti scambio di buona volontà, con la NHK Symphony Orchestra e la China National Symphony Orchestra nel 2002.
Ora suonano principalmente nella KBS Hall e nella sala concerti del Seoul Arts Center.

## Direttori
Direttori principali
- Won-Sik Im (1956–1971)
- Yeon-Taek Hong (1971–1981)
- Gyeong-Su Won (1986–1988)
- Othmar Mága (1992–1996)
- Chung Myung-whun (1999)
- Dmitri Kitayenko (1999–2004)
- Shinik Hahm (2010–2012)
- Yoel Levi (2013–)

Direttori principali ospiti
- Walter Gilesen (1982–1984)
- Moshe Atzmon (1990–1992)
- Vakhtang Jordania (1990–1996)
- Eun-Seong Park (2000–2002)
- Seung Gwak (2004–2006, 2013–)

Direttore a tempo pieno
- Nan-Sae Geum (1981–1992)

Direttore Emerito
- Won-Sik Im (1998–2002)

## Registrazioni
Nel 1995 l'Orchestra Sinfonica KBS registra le Sinfonie n. 39 e 46 di Alan Hovhaness con il chitarrista Michael Long e il direttore Vakhtang Jordania con KOCH International Classics. La registrazione fu nominata per i Grammy Awards e, da allora, è diventata abbastanza famosa. L'Orchestra ha anche fatto numerose registrazioni con Seoul Records, KBS e altre case discografiche.